# Carlia rufilatus
Espèce
Carlia rufilatus est une espèce de sauriens de la famille des Scincidae.

## Répartition
Cette espèce est endémique d'Australie. Elle se rencontre en Australie-Occidentale et dans le Territoire du Nord.

## Étymologie
Le nom spécifique rufilatus vient du latin rufus, rouge, et de latus, large, en référence à l'aspect de ce saurien.

## Publication originale
- Storr, 1974 : The genus Carlia (Lacertilia: Scincidae) in Western Australia and Northern Territory. Records of the Western Australian Museum, vol. 3, no 2, p. 151-165 (texte intégral).